# Без тормозов (альбом)
«Без тормозов» — третий студийный альбом российской музыкальной группы «Руки Вверх!», выпущенный в 1999 году. Последний альбом с продюсером Андреем Маликовым. После выпуска этого альбома группа с ним рассталась из-за финансовых разногласий.
В 2000 году альбом был переиздан лейблом «Джем» под названием «Совсем без тормозов!» с дополнительными треками.
По словам Сергея Жукова, альбом был продан тиражом 12 миллионов копий, из них восемь миллионов — пиратские. Сами музыканты получили за него 700 долларов США. Все остальные деньги от продаж забрал Андрей Маликов.

## Отзывы критиков
| Оценки критиков | Оценки критиков |
| Источник        | Оценка          |
| --------------- | --------------- |
| Живой звук      | [ 5 ]           |

Илья Кормильцев из газеты «Живой звук» так описал альбом: «От альбома к альбому РВ становятся всё народнее и народнее. Удивительно, как непринужденно этому коллективу удаётся соединять модное с подворотным! А как хорошо ребятки начинали… Но дальше песни о „хорошем мальчике“ эксперименты не пошли. Теперь РВ работают по беспроигрышной схеме: тексты — просто пособие по выжиманию слез и соплей, аранжировки — танцуй до упаду. Популярность у школьниц обеспечена. Только вот не в качестве упрека, а так, замечания — может, хоть на записи не стоит петь фальшиво. Или уже все равно?».

## Список композиций
Слова и музыка всех песен — Сергея Жукова и Алексея Потехина.
| №   | Название                        | Длительность |
| --- | ------------------------------- | ------------ |
| 1.  | «Без любви»                     | 4:47         |
| 2.  | «Ну где же вы девчонки?»        | 4:38         |
| 3.  | «Атаман»                        | 3:38         |
| 4.  | «Полечу за тобою»               | 4:38         |
| 5.  | «Дома не сиди»                  | 4:42         |
| 6.  | «Руки вверх!»                   | 3:43         |
| 7.  | «Назови его как меня (сынишка)» | 4:39         |
| 8.  | «Лучший парень»                 | 4:17         |
| 9.  | «Песенка номер два»             | 4:17         |
| 10. | «Если ты разлюбила»             | 4:55         |
| 11. | «Я не отдам тебя никому»        | 4:46         |
| 12. | «Без тормозов»                  | 3:28         |

| №   | Название                        | {{{extra_column}}} | Длительность |
| --- | ------------------------------- | ------------------ | ------------ |
| 1.  | «Без любви»                     |                    | 4:47         |
| 2.  | «Пропадаешь зря»                |                    | 4:38         |
| 3.  | «Ну где же вы девчонки?»        |                    | 4:38         |
| 4.  | «Атаман»                        |                    | 3:38         |
| 5.  | «Некрасивая»                    |                    | 4:37         |
| 6.  | «Я не отдам тебя никому»        |                    | 4:46         |
| 7.  | «Дома не сиди»                  |                    | 4:42         |
| 8.  | «Без тормозов»                  |                    | 3:28         |
| 9.  | «Назови его как меня (сынишка)» |                    | 4:39         |
| 10. | «Полечу за тобою»               |                    | 4:38         |
| 11. | «Лучший парень»                 |                    | 4:17         |
| 12. | «Песенка номер два»             |                    | 4:17         |
| 13. | «Если ты разлюбила»             |                    | 4:55         |
| 14. | «Без любви»                     | Instr.             | 4:47         |
| 15. | «Hands Up Mix»                  |                    | 3:59         |
| 16. | «Руки вверх!»                   |                    | 3:43         |

## Участники записи
- Сергей Жуков — вокал, аранжировка
- Алексей Потехин — клавишные, аранжировка, вокал (трек 9)
- Сергей Проклов — гитара (треки 1, 7);
- Димитрий Белоносов — гитара (треки 6, 9, 11)
- Михаил Жуков — бэк-вокал (трек 1)